# Константинополь (Донецкая область)
Константино́поль (укр. Костянтинопіль) — село на Украине, находится в Великоновосёлковском районе Донецкой области.
Константинополь — центр сельского совета. Расположен при слиянии рек Сухие Ялы и Волчьей, в 20 км от железнодорожной станции Роя. Сельскому совету подчинены также населённый пункт Улаклы. Через село проходит автодорога Н15 сообщением Донецк — Запорожье.
Расстояние до райцентра составляет около 26 км и проходит по автодороге Т 0518.
Население по переписи 2001 года составляло 1076 человек.

## История
Основан греческими поселенцами из крымских деревень Демерджи (Фуна), Алушты, Улу-Узеня, Кючук-Узеня, Куру-Узеня в 1779 году. Своё название село получило от столицы Византии.
8 марта 2025 года Минобороны РФ сообщило о захвате села.

## Адрес местного совета
85542, Донецкая область Великоновосёлковский район с. Константинополь, ул. Мичурина, 24, 93-1-10